# Couleur Café
Singles par Serge Gainsbourg
Hey Man Amen
(1989) Stan the Flasher (B.O. du film)
(1990)
Couleur Café est une chanson de Serge Gainsbourg, parue en single en 1964. Vingt-quatre ans plus tard, une version live enregistrée au Zénith de Paris est parue en single.

## Reprises
- En 1996, Jane Birkin reprend le titre dans son album Versions Jane, avec des arrangements et percussions de Doudou N'diaye Rose.
- En 1996, le chanteur haïtien Beethova Obas reprend le titre sur son album Pa Prese.
- En 2008, le titre est transformé en jingle pour du café dans la saison 2 de la série américaine Mad Men (épisode 7 : Le Violon d'or), ce qui constitue d'ailleurs un anachronisme puisque la seconde saison de la série se déroule entre la Saint-Valentin 1962 et le début d'année 1963, soit plus d'un an avant la sortie réelle du titre de Gainsbourg.
- En 2013, le titre est repris par Louisy Joseph, pour l'édition collector de la compilation à succès Tropical Family.